# The Farm (Tennessee)
The Farm es una comunidad intencional en el sudeste del Condado de Lewis, en Tennessee, Estados Unidos. Se basa en los principios de No violencia y respeto por la Tierra. Fue fundada en 1971 por Stephen Gaskin y 320 hippies de San Francisco. The Farm es muy conocido entre miembros de varias subculturas, entre ellos hippies y vegetarianos. Tiene hoy alrededor de 200 residentes.

## Orígenes
The Farm se estableció después de que Gaskin y varios amigos condujeran una caravana de unos 60 autobuses, camiones y furgonetas atravesando Estados Unidos dando a conocer su proyecto. A lo largo de este camino, encontraron varios lugares interesantes para establecerse antes de decidirse por este lugar en Tennessee. Compraron unos 4 km² (1000 acres) a 70 dólares el acre y otros 800 acres (3.2 km^2) adjuntos por unos 100 dólares por acre. Hecho esto, comenzaron a construir el pueblo a partir de los pocos caminos rurales existentes en los bosques cercanos.
A partir de este momento, los miembros decidieron seguir votos de pobreza y no tener posesiones personales, aunque esta restricción desapareció según pasó el tiempo. Durante los comienzos, los miembros no hicieron uso de medidas artificiales de control de la natalidad, alcohol, tabaco, psicotrópicos artificiales ni productos animales.
En The Farm se instaló un sistema de abastecimiento de agua propio que corría con corriente alterna a 60 ciclos, es decir, diferente al entorno y que estaba instalado en la casa principal que era también el office de administración y el centro de publicaciones, con la esperanza de poder llegar algún día a tener sistemas eléctricos para cada casa independientes de la red. Las comunicaciones con el pueblo se hacían vía radio en un principio y más tarde a través de un sistema de teléfono donado por un pueblo cercano.
Las lámparas eran de Keroseno y durante los primeros 10 años fueron iguales para todos. Se utilizaba un sistema de carga eléctrica de 12V con baterías de coche en las casas, que daban luz a bombillas tanto en las casas como en las calles. Durante mucho tiempo, las casas de mayor tamaño se construyeron de forma que acogieran tanto a familias como a gente sin pareja, de forma que algunas de estas casas llegaban a acoger a grupos de 40 personas. También existían tiendas de 16x32 metros similares a las del ejército; de hecho, los visitantes de la comunidad podían vivir unos días en casas hechas uniendo dos de estas tiendas de campaña.

## Proyectos
The Farm tenía su propio equipo de electricistas, de composteros, granjeros, cuadrilla de albañilería, clínica, planta de tofu, lavandería, tahona, escuela y servicio de ambulancia. Se creó una editorial llamada The Book Publishing Company que publicaba las obras de los miembros de la comunidad
Desarrollaron una planta productora de leche de soja, que desarrolló un helado de soja que más tarde se comercializaría con el nombre de Iced-Bean y una tienda de vegetales en la localidad de Summertown. Existía un grupo de personas encargada permanentemente del acceso al recinto y se controlaba todo el tráfico de entrada y salida.

## Tennessee Farm Band
En la comunidad existía un grupo de rock llamado Jam Band, que realizó varias giras. Algunas de sus canciones como On the Rim of the Nashville Basin fueron relativamente conocidas y Mantra Records y Akarma Records fueron sus distribuidores.

## Entidades existentes hoy
- The Farm es hoy la sede de varias empresas y entidades como:
- The Midwifery Center
- The Ecovillage Training Center, que ofrece talleres y cursos sobre jardinería ecológica, permacultura, construcción sostenible y tecnología aplicada.
- Plenty International, una ONG de desarrollo que ayuda a poblaciones indígenas, niños en riesgo y medioambiente.
- Kids to the Country, proyecto que trae a niños en riesgo a The Farm para que entren en contacto con la naturaleza y promover entre ellos educación para la paz.
- More Than Warmth, proyecto educativo para estudiantes sobre culturas del mundo.
- PeaceRoots Alliance, que pone en contacto grupos y personas para promover proyectos y acción directa.
- Swan Conservation Trust, que preserva el hábitat natural
- The Rocinante Health Center, un retiro ecotópico y centro de salud de 100 acres junto a la localidad.
- SE International , Inc. Diseño, fabricación y distribución de detectores de radiación, detectores de onozo, etc.
- The Farm School, que promueve la educación alternativa para estudiantes